# Брест (хоккейный клуб)
«Брест» — команда по хоккею с шайбой из города Бреста. Основан в 2000 году. Выступает в белорусской экстралиге.

## История клуба
Основан в 2000 году. В сильнейшем дивизионе чемпионатов Беларуси с 2001/02.
Домашние матчи проводит в брестском Ледовом дворце.

Впервые в истории в сезоне 23/24 вышел в финал.

## Достижения
- Бронзовый призёр Экстралиги Б: 2018/2019
- Лучшее достижение — 2-е место в сезоне 2023/2024
- Победитель четвёртого турнира, посвященного памяти бывшего председателя Гродненского облисполкома Александра Дубко (2005)
- Двукратный победитель мемориала Людвика Чаховского в Торуни (2005, 2007)
- Победитель «Турнира четырёх» в Даугавпилсе (2005)
- 3-ое место финала четырёх Кубка Салея (2023)

## Общая статистика
- Самая крупная победа — 10:0 (23.03.2002 СДЮШОР «Юность» Минск)
- Самое крупное поражение — 1:14 (19.12.12 — «Металлург-Жлобин»)
- Лучший снайпер — Андрей Ращинский — 34 шайбы
- Лучший ассистент — Александр Иваненко — 46 передач

- 2001/02 — 7 место
- 2002/03 — 5 место
- 2003/04 — 9 место
- 2004/05 — 11 место
- 2005/06 — 11 место
- 2006/07 — 11 место
- 2007/08 — 10 место
- 2008/09 — 14 место
- 2009/10 — 12 место
- 2010/11 — 8 место
- 2011/12 — 11 место
- 2012/13 — 9 место
- 2013/14 — 8 место
- 2014/15 — 10 место
- 2015/16 — 9 место
- 2016/17 — 12 место
- 2017/18 — 12 место
- 2018/19 — 11 место
- 2019/20 — 10 место
- 2020/21 — 8 место
- 2021/22 — 10 место
- 2022/23 — 8 место
- 2023/24 — 2 место